# Ted-Jan Bloemen
Ted-Jan Bloemen (* 16. August 1986 in Leiderdorp) ist ein kanadischer, ehemals niederländischer, Eisschnellläufer, der sich auf die Langstrecken spezialisiert hat.

## Werdegang
Bloemen erreichte seinen ersten internationalen Erfolg bei der Juniorenmehrkampf-Weltmeisterschaft 2006 in Erfurt. Dort gewann er Gold in der Teamverfolgung. Im Weltcup debütierte er im Dezember 2007 in Kolomna und belegte dabei den siebten Platz über 10.000 m in der Division B. Ebenfalls in der Saison erreichte er mit dem zweiten Platz in der Teamverfolgung seine erste Weltcuppodestplatzierung. Bei der Mehrkampfeuropameisterschaft 2008 in Kolomna wurde er Achter im Vierkampf. In der Saison 2008/09 kam er bei allen fünf Weltcupteilnahmen unter den ersten Zehn und erreichte damit den sechsten Platz im Gesamtweltcup über 5000/10.000 m. In den folgenden Jahren trat er nur bei wenigen Weltcups an. Im März 2010 errang er bei der Mehrkampfweltmeisterschaft in Heerenveen den vierten Platz im Vierkampf. Im Februar 2012 wurde er niederländischer Meister im Vierkampf. Bei der Mehrkampfeuropameisterschaft 2012 in Budapest errang er den neunten Platz und bei der Mehrkampfeuropameisterschaft 2013 in Heerenveen den 15. Platz im Vierkampf. In der Saison 2012/13 erreichte er den achten Platz im Gesamtweltcup über 5000/10.000 m. Dabei war in der Saison der vierte Rang über 10.000 m beim Weltcup in Erfurt sein bestes Resultat.
Seit der Saison 2014/15 startet Bloemen für den kanadischen Verband. Im Januar 2015 wurde er in Calgary kanadischer Meister über 5000 m. Bei den Einzelstreckenweltmeisterschaften 2015 in Heerenveen holte er die Silbermedaille in der Teamverfolgung. Zudem wurde er über 5000 m und über 10.000 m jeweils Sechster. Zu Beginn der Saison 2015/16 holte er in Calgary in der Teamverfolgung seinen ersten Weltcupsieg und erreichte mit dem dritten Rang über 5000 m seine erste Podestplatzierung bei einem Weltcupeinzelrennen. Beim folgenden Weltcup in Salt Lake City siegte er über 10.000 m. Dabei unterbot er mit einer Zeit von 12:36,30 min. den mehr als acht Jahre alten Weltrekord von Sven Kramer um 5,39 Sekunden. Nach einem Sturz im Dezember 2015 in Inzell startete er erst Ende Januar 2016 beim Weltcup in Stavanger und belegte dort den dritten Platz über 5000 m. Im folgenden Monat gewann er bei den Einzelstreckenweltmeisterschaften 2016 in Kolomna Bronze in der Teamverfolgung und Silber über 10.000 m. Zudem wurde er Fünfter über 5000 m. Bei der Mehrkampfweltmeisterschaft in Berlin errang er den fünften Platz und belegte zum Saisonende den vierten Platz im Gesamtweltcup über 5000/10.000 m. Nach Platz drei über 5000 m und Rang zwei in der Teamverfolgung zu Beginn der Saison 2016/17 in Astana, wurde er in Heerenveen Dritter über 10.000 m, in Stavanger Zweiter und in Berlin jeweils über 5000 m und erreichte damit den zweiten Platz im Gesamtweltcup über 5000/10.000 m. Bei den Einzelstreckenweltmeisterschaften 2017 in Gangwon lief er auf den fünften Platz über 5000 m und jeweils auf den vierten Platz in der Teamverfolgung und über 10.000 m. In der folgenden Saison kam er über die Langdistanzen dreimal auf den zweiten und einmal auf den dritten Platz. Zudem siegte er in Salt Lake City in der Teamverfolgung und über 5000 m und gewann zum Saisonende den Weltcup über 5000/10.000 m. Beim Saisonhöhepunkt, den Olympischen Winterspielen 2018 in Pyeongchang, holte Bloemen die Silbermedaille über 5000 m und wurde Olympiasieger über 10.000 m. Im März 2018 errang er bei der Mehrkampfweltmeisterschaft in Amsterdam den 16. Platz.
In der Saison 2018/19 wurde Bloemen in Hamar und in Salt Lake City jeweils Dritter über 5000 m und erreichte damit den siebten Platz im Gesamtweltcup über 5000/10.000 m. Bei den Einzelstreckenweltmeisterschaften 2019 in Inzell errang er über 5000 m und in der Teamverfolgung jeweils den fünften Platz. Anfang März 2019 wurde er bei der Mehrkampfweltmeisterschaft 2019 in Calgary Fünfter. In der folgenden Saison erreichte er mit je einen dritten und zweiten Platz je über 5000 m, den vierten Platz im Gesamtweltcup über 5000/10.000 m. Beim Saisonhöhepunkt, den Einzelstreckenweltmeisterschaften 2020 in Salt Lake City, gewann er Silber über 10.000 m und Gold über 5000 m. Bei der Mehrkampfweltmeisterschaft im März 2020 in Hamar wurde er Siebter. Im folgenden Jahr holte er bei den Einzelstreckenweltmeisterschaften in Heerenveen Silber in der Teamverfolgung und errang über 10.000 m den sechsten Platz.

## Persönliche Bestzeiten
- 500 m: 36,87 s (aufgestellt am 19. März 2010 in Heerenveen)
- 1000 m: 1:10,87 min (aufgestellt am 18. März 2009 in Calgary)
- 1500 m: 1:44,91 min (aufgestellt am 15. November 2015 in Calgary)
- 3000 m: 3:37,04 min (aufgestellt am 30. Dezember 2017 in Calgary)
- 5000 m: 6:01,86 min (aufgestellt am 10. Dezember 2017 in Salt Lake City)
- 10.000 m: 12:36,30 min (aufgestellt am 21. November 2015 in Salt Lake City)

## Teilnahmen an Welt- und Europameisterschaften sowie Olympischen Winterspielen

### Olympische Spiele
- 2018 Pyeongchang: 1. Platz 10.000 m, 2. Platz 5000 m, 7. Platz Teamverfolgung
- 2022 Peking: 5. Platz Teamverfolgung, 8. Platz 10.000 m, 10. Platz 5000 m

### Einzelstrecken-Weltmeisterschaften
- 2015 Heerenveen: 2. Platz Teamverfolgung, 6. Platz 5000 m, 6. Platz 10.000 m
- 2016 Kolomna: 2. Platz 10.000 m, 3. Platz Teamverfolgung, 5. Platz 5000 m
- 2017 Gangwon: 4. Platz 10.000 m, 4. Platz Teamverfolgung, 5. Platz 5000 m
- 2019 Inzell: 5. Platz Teamverfolgung, 5. Platz 5000 m
- 2020 Salt Lake City: 1. Platz 5000 m, 2. Platz 10.000 m, 4. Platz Teamverfolgung
- 2021 Heerenveen: 2. Platz Teamverfolgung, 6. Platz 10.000 m

### Mehrkampf-Weltmeisterschaften
- 2010 Heerenveen: 4. Platz Großer-Vierkampf.
- 2016 Berlin: 5. Platz Großer-Vierkampf.
- 2018 Amsterdam: 16. Platz Großer-Vierkampf.
- 2019 Calgary: 5. Platz Großer-Vierkampf.
- 2020 Hamar: 7. Platz Großer-Vierkampf.

### Mehrkampf-Europameisterschaften
- 2008 Kolomna: 8. Platz Großer-Vierkampf.
- 2012 Budapest: 9. Platz Großer-Vierkampf.
- 2013 Heerenveen: 15. Platz Großer-Vierkampf.

## Weltcupsiege

### Weltcupsiege im Einzel
| Nr. | Datum             | Ort            | Disziplin |
| --- | ----------------- | -------------- | --------- |
| 1.  | 21. November 2015 | Salt Lake City | 10.000 m  |
| 2.  | 28. Januar 2017   | Berlin         | 5000 m    |
| 3.  | 10. Dezember 2017 | Salt Lake City | 5000 m    |
| 4.  | 2. Februar 2024   | Québec         | 5000 m    |

### Weltcupsiege im Team
| Nr. | Datum             | Ort              | Disziplin      |
| --- | ----------------- | ---------------- | -------------- |
| 1.  | 14. November 2015 | Calgary 1        | Teamverfolgung |
| 2.  | 8. Dezember 2017  | Salt Lake City 2 | Teamverfolgung |